# 21. Deutscher Bundestag
Der 21. Deutsche Bundestag konstituierte sich am 25. März 2025 nach der Bundestagswahl 2025. Im Parlament sind 630 Abgeordnete vertreten. Abgeordnete von sechs der sieben im Bundestag vertretenen Parteien (CDU, CSU, AfD, SPD, Bündnis 90/Die Grünen, Die Linke, SSW) schlossen sich in fünf Fraktionen (CDU/CSU, AfD, SPD, Bündnis 90/Die Grünen, Die Linke) zusammen.
Mit seiner Konstituierung endete die Wahlperiode des bisherigen 20. Deutschen Bundestages sowie die Amtszeit der Bundesregierung (Kabinett Scholz), die aber bis zur Wahl von Bundeskanzler Friedrich Merz am 6. Mai 2025 geschäftsführend im Amt blieb.

## Zusammensetzung
Bei der Wahl zum 21. Deutschen Bundestag wurde erstmals das ab 2023 geänderte Wahlrecht angewendet, das Überhang- und Ausgleichsmandate abgeschafft und die Anzahl der Mitglieder des Bundestages auf 630 beschränkt hat (§ 1 BWahlG). Für die Verteilung der Sitze nach Parteien und Bundesländern war daher allein das Zweitstimmenergebnis entscheidend. 276 Abgeordnete errangen ein Direktmandat eines der 299 Bundestagswahlkreise. Obwohl sie die jeweils meisten Erststimmen auf sich vereinigen konnten, blieben weitere 23 Wahlkreissieger ohne Direktmandat, da ihre jeweilige Partei nicht genügend Zweitstimmen gewonnen hatte. Entsprechend den Zweitstimmenanteilen erhielten 354 Kandidaten ein Mandat über die jeweiligen Landesliste ihrer Partei.
Nach dem noch bei der Bundestagswahl 2021 geltenden Wahlrecht wären je nach Berechnung zwischen 633 und über 800 Abgeordnete in den 21. Deutschen Bundestag eingezogen.

### Stimmenanzahl und Sitzverteilung
- Linke: 64
- SPD: 120
- Grüne: 85
- SSW: 1
- Union: 208
- AfD: 152

Von den nunmehr allein entscheidenden Zweitstimmen entfielen 28,6 Prozent auf die Unionsparteien, davon 22,6 Prozent auf die CDU und 6,0 Prozent auf die CSU. Die AfD verdoppelte ihren Zweitstimmenanteil gegenüber der Bundestagswahl 2021 auf 20,8 Prozent, die SPD erhielt 16,4 Prozent und stellt damit nur noch die drittstärkste Kraft im Parlament. Das Bündnis 90/Die Grünen kam auf 11,6 Prozent und die Linke auf 8,8 Prozent der Zweitstimmen.
Die 630 Mandate wurden im Ergebnis der Bundestagswahl 2025 nach dem Sainte-Laguë/Schepers-Verfahren wie folgt zugeteilt: 164 Sitze für die CDU, 152 für die AfD, 120 für die SPD, 85 für Bündnis 90/Die Grünen, 64 für Die Linke, 44 für die CSU sowie einen Sitz für den Südschleswigschen Wählerverband (SSW), der als Partei der dänischen und friesischen Minderheiten in Deutschland von der Fünf-Prozent-Hürde befreit ist.

### Statistische Daten
Von den 630 Mitgliedern sind 230 neugewählte; 400 Abgeordnete waren bereits Mitglieder des 20. Bundestages, 333 Abgeordnete schieden mit dem Ende der 20. Wahlperiode aus dem Parlament aus.
204 der 630 Abgeordneten des 21. Bundestages sind Frauen (prozentualer Anteil: 32,4 Prozent). Den höchsten Anteil weiblicher Abgeordneter hat das Bündnis 90/Die Grünen mit 61,2 Prozent, es folgen die Linke (56,2 Prozent), SPD (41,7 Prozent), CSU (25 Prozent), CDU (22,6 Prozent) und AfD (11,8 Prozent). Im internationalen Vergleich der nationalen Parlamente fiel der Deutsche Bundestag von Platz 45 auf Platz 55 zurück.
Beruflich werden die meisten Abgeordneten (459 Personen) dem Bereich „Unternehmensorganisation, Recht, Verwaltung“ zugeordnet. Aus Gesundheits-, Lehr-, Sozial- und Erziehungsberufen kommen 45 Abgeordnete, aus dem Bereich „Sprache, Literatur, Gesellschaft, Wirtschaft, Medien, Kultur“ 44 Abgeordnete. Der Bereich der „Rohstoffgewinnungs-, Produktions-, Fertigungsberufe“ umfasst 20 Abgeordnete, der Bereich „Kaufmännische Dienstleistungen, Vertrieb, Tourismus“ 16, aus sonstigen Berufen kommen 15 Abgeordnete.
Das Durchschnittsalter zum Zeitpunkt der Wahl betrug 47,1 Jahre, am höchsten war es bei der AfD (50,7 Jahre), am niedrigsten bei Die Linke (42,2 Jahre). Der jüngste Abgeordnete war zum Zeitpunkt der Wahl Luke Hoß (Die Linke; Jahrgang 2001), im August 2025 rückte mit Lisa Schubert (Die Linke; Jahrgang 2002) eine jüngere Abgeordnete nach. Der älteste Abgeordnete ist Alexander Gauland (AfD; Jahrgang 1941).
Mit mehr als 30 Jahren im Bundestag ist Gregor Gysi dienstältester Abgeordneter der 21. Wahlperiode.

### Fraktionen und Fraktionslose zu Beginn der Legislatur
Zu Bundestagsfraktionen können sich Abgeordnete von mindestens 5 Prozent der Größe des Bundestages zusammenschließen, „die derselben Partei oder solchen Parteien angehören, die auf Grund gleichgerichteter politischer Ziele in keinem Land miteinander im Wettbewerb stehen“. Andere Fraktionen bedürfen der Zustimmung des Deutschen Bundestages (§ 10 GO-BT).
Die Abgeordneten der CDU und CSU bilden im 21. Deutschen Bundestag mit zusammen 208 die stärkste Kraft. An zweiter Stelle folgen die der AfD mit 152 Abgeordneten. Die der SPD stellen 120 Abgeordnete, gefolgt von denen der Bündnis 90/Die Grünen mit 85 und der der Partei Die Linke mit 64 Abgeordneten.
Im Bundestag bildeten sich fünf Fraktionen: CDU/CSU-Fraktion im Deutschen Bundestag, AfD-Fraktion im Deutschen Bundestag, SPD-Bundestagsfraktion, Bundestagsfraktion Bündnis 90/Die Grünen und Fraktion Die Linke im Bundestag. Zu Beginn der Legislatur war nur der SSW-Abgeordnete Stefan Seidler fraktionslos.

### Rücktritte und Fraktionsaustritte
Anfang Mai 2025 trat Sieghard Knodel aus der AfD und der AfD-Fraktion aus.

## Präsidium
Der Präsident des Deutschen Bundestages und seine Stellvertreter bilden das Präsidium des 21. Deutschen Bundestages. Zur Bundestagspräsidentin wurde am 25. März 2025 Julia Klöckner (CDU) gewählt, zu Stellvertretern Andrea Lindholz (CSU), Josephine Ortleb (SPD), Omid Nouripour (Grüne) und Bodo Ramelow (Linke). Ein fünfter Stellvertreterposten ist unbesetzt.

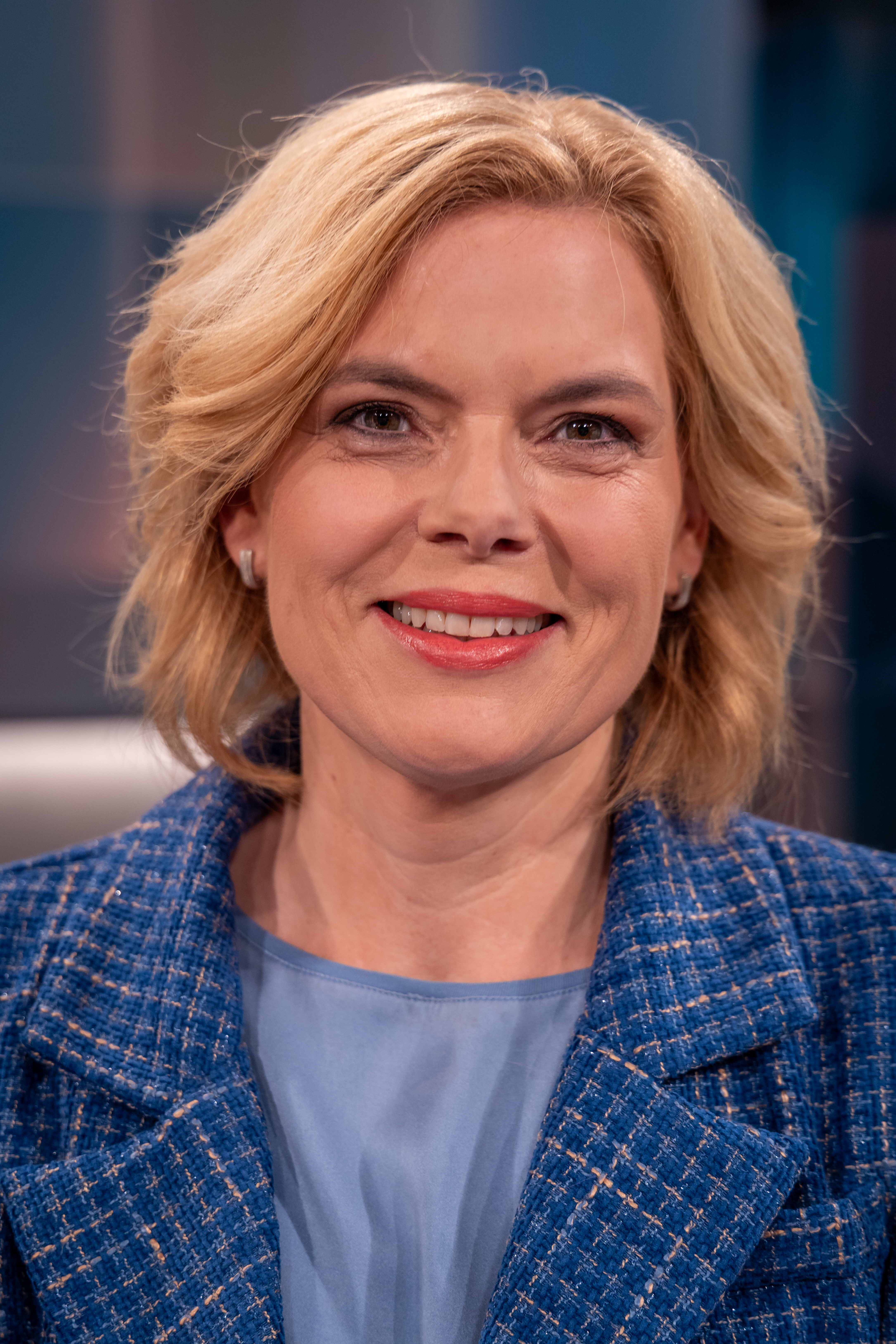
Julia Klöckner (CDU) Bundestagspräsidentin
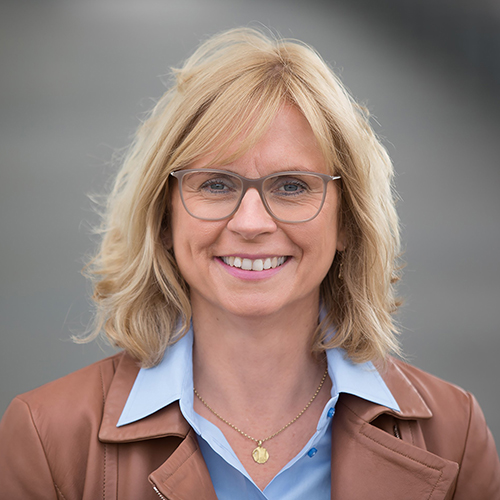
Andrea Lindholz (CSU) Bundestagsvizepräsidentin
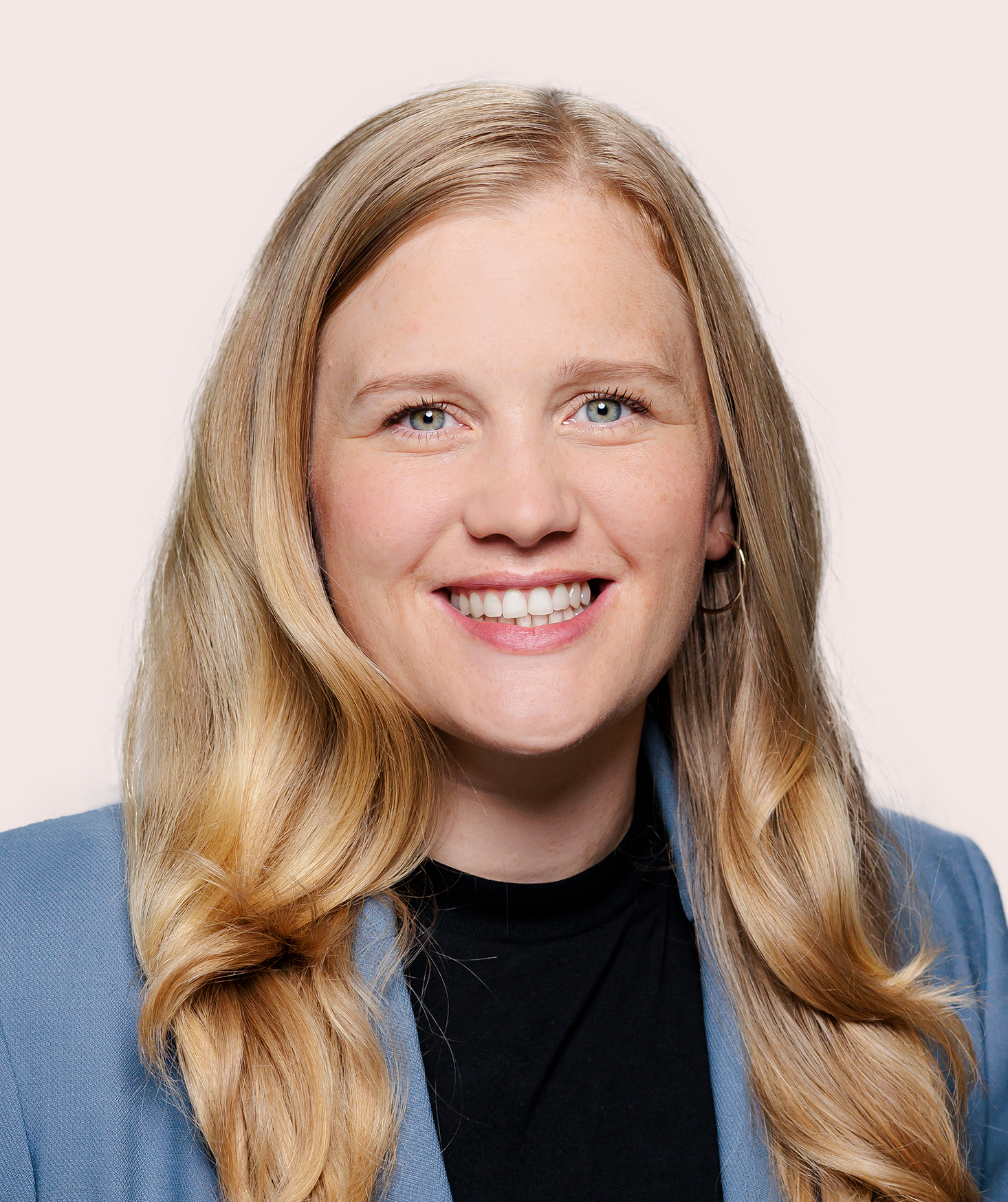
Josephine Ortleb (SPD) Bundestagsvizepräsidentin
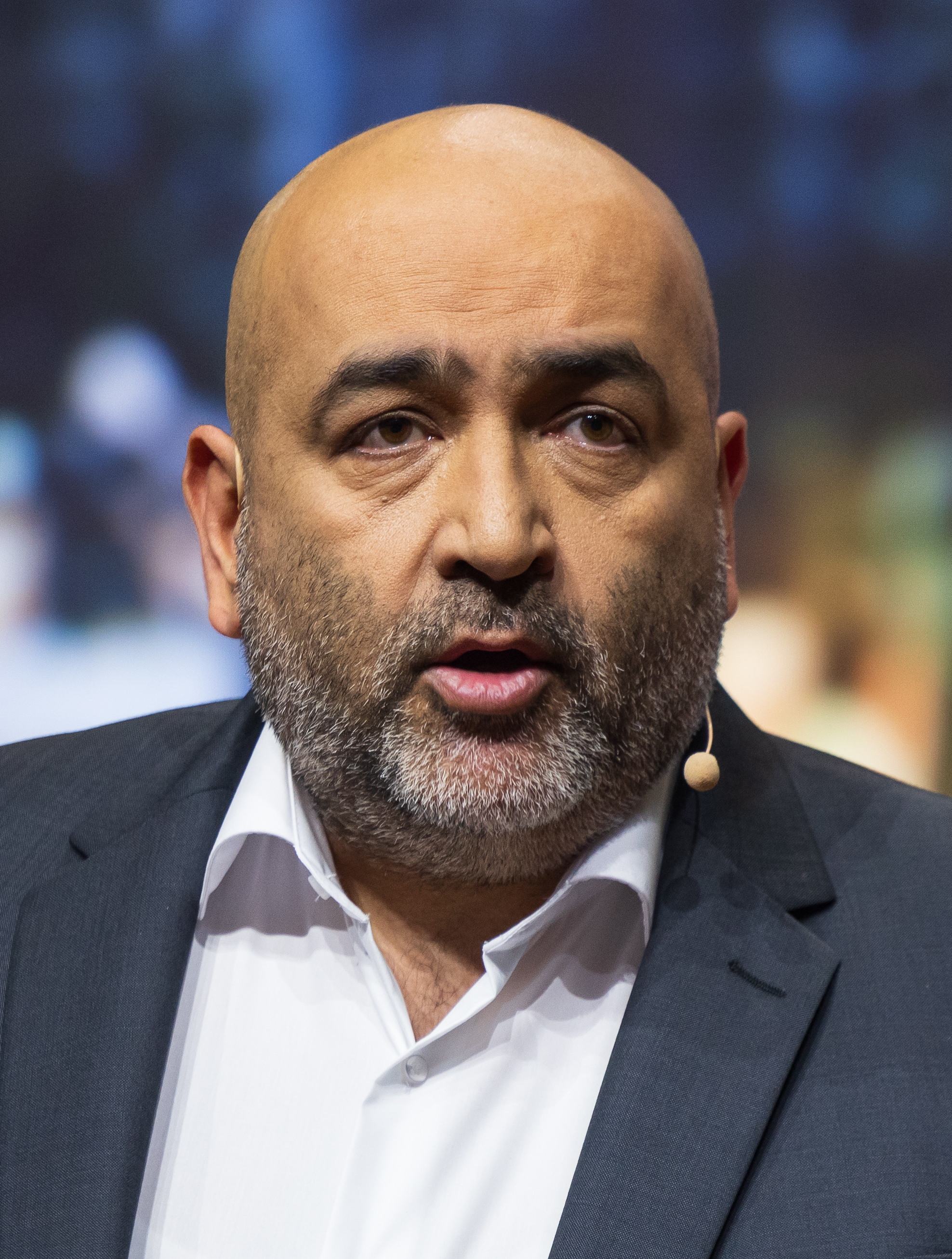
Omid Nouripour (Grüne) Bundestagsvizepräsident
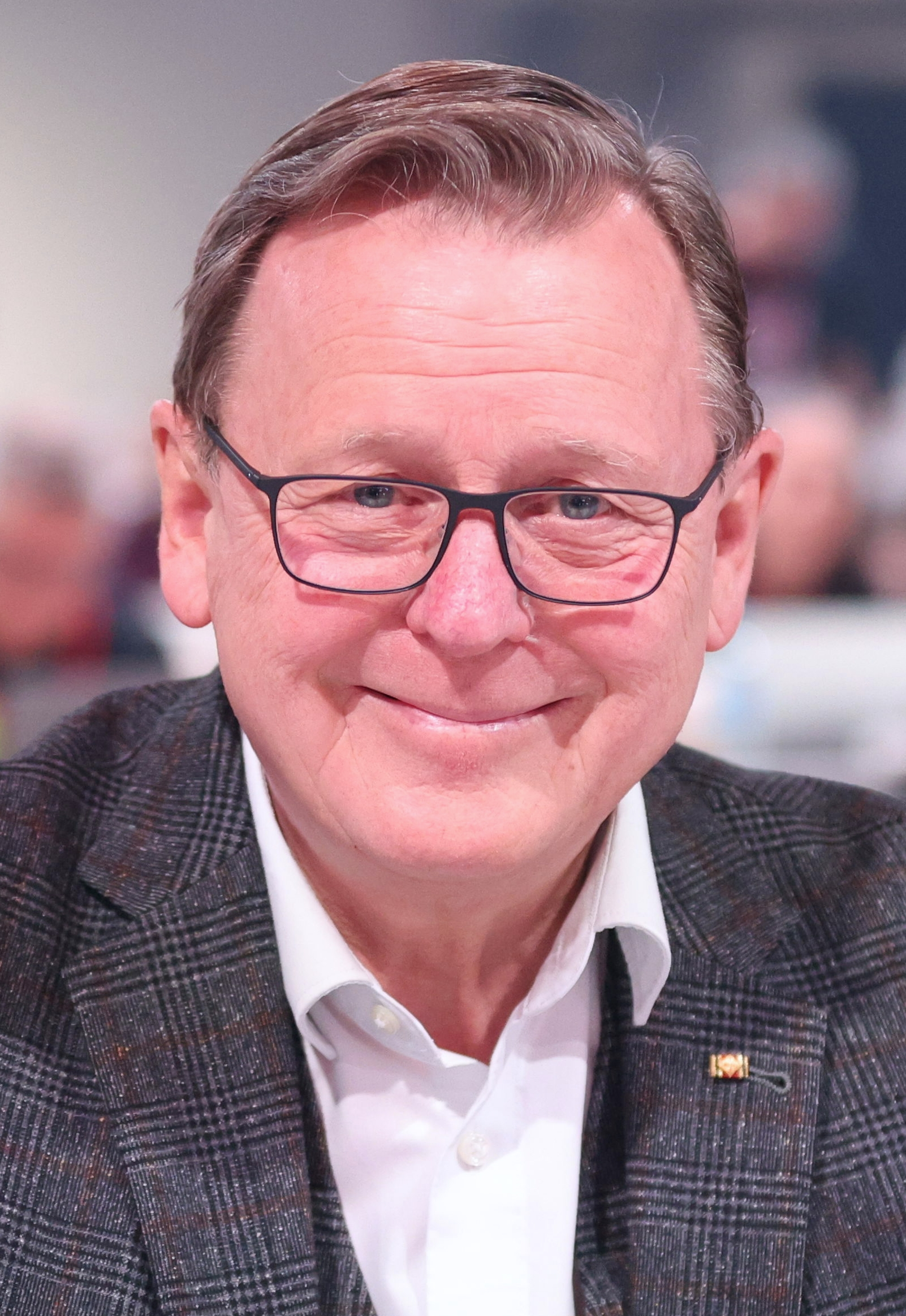
Bodo Ramelow (Linke) Bundestagsvizepräsident

## Sitzungen (Auswahl)
Der 21. Deutsche Bundestag trat am 25. März 2025 um 11 Uhr zu seiner konstituierenden Sitzung zusammen. Die Konstituierung am 30. Tag nach der Wahl erfolgte zum spätestmöglichen Zeitpunkt, den Art. 39 Abs. 2 GG zulässt – nach elf der 21 Bundestagswahlen seit 1949 fand die erste Sitzung am 30. Tag statt. Auf der Tagesordnung standen die Beschlussfassung über die Geschäftsordnung des Deutschen Bundestages und die Wahl des Bundestagspräsidiums.
Bei der zweiten Sitzung am 6. Mai 2025, nach der Aushandlung des neuen Koalitionsvertrages, standen die Wahl des Bundeskanzlers der Bundesrepublik Deutschland und die Bekanntgabe der Bundesregierung auf der Tagesordnung. Für die Wahl zum Bundeskanzler ist grundsätzlich eine Mehrheit der Abgeordneten des Bundestags nötig, somit mindestens 316 Stimmen. Gemäß Art. 63 Abs. 1 GG vom Bundespräsidenten vorgeschlagen für das Amt des Bundeskanzlers war Friedrich Merz (CDU). CDU, CSU und SPD, die eine Koalitionsregierung bilden wollen, haben zusammen 328 Abgeordnete. Auf Merz entfielen in geheimer Wahl 310 Stimmen. Nach einer mehrstündigen Sitzungsunterbrechung wurde mit Zustimmung aller Fraktionen ein erneuter Wahlgang durchgeführt, bei dem der diesmal von CDU/CSU und SPD vorgeschlagene Merz 325 Stimmen erhielt und somit zum Bundeskanzler gewählt wurde. (→ Abstimmungen über den deutschen Bundeskanzler)
Zu einer Sondersitzung kam der 21. Bundestag am 8. Mai 2025 anlässlich des 80. Jahrestages des Endes des Zweiten Weltkriegs und der nationalsozialistischen Gewaltherrschaft in Europa („Tag der Befreiung“) zusammen.
Die regelmäßigen Sitzungswochen begannen Mitte Mai 2025.

## Ausschüsse
Auf Antrag der Regierungskoalition wurden 24 Bundestagsausschüsse eingesetzt. Die Bundestagsausschüsse des 21. Deutschen Bundestages werden durch Abgeordnete der Fraktionen besetzt.
Beantragt wurde zudem die Einsetzung folgender Untersuchungsausschüsse (nach Artikel 44 des Grundgesetzes kann und muss der Deutsche Bundestag auf Antrag eines Viertels seiner Mitglieder einen Untersuchungsausschuss einsetzen):
| Thema                              | Fraktion | Antrag | Datum         | Ergebnis                  | Behandlung des Antrags |
| ---------------------------------- | -------- | ------ | ------------- | ------------------------- | --- |
| „Aufarbeitung der Corona-Pandemie“ | AfD      | 21/573 | 24. Juni 2025 | abgelehnt (10. Juli 2025) | Der Antrag vom 24. Juni 2025 wurde am 25. Juni des Jahres im Bundestagsplenum im Rahmen der Debatte über den Antrag zur Einsetzung einer Enquetekommission „Aufarbeitung der Corona-Pandemie und Lehren für zukünftige pandemische Ereignisse“ beraten und an den Ausschuss für Wahlprüfung, Immunität und Geschäftsordnung überwiesen. Am 10. Juli 2025 lehnte der Bundestag in namentlicher Abstimmung die Einsetzung eines Untersuchungsausschusses ab. |